# Tony Sympson
Tony Sympson (10 de julho de 1906 – 30 de março de 1983) foi um ator britânico da era do cinema mudo.

## Filmografia selecionada
- Sexton Blake and the Bearded Doctor (1935)
- Sexton Blake and the Mademoiselle (1935)
- The Mutiny of the Elsinore (1937)
- Sexton Blake and the Hooded Terror (1938)
- Night and the City (1950)
- Little Red Monkey (1955)
- Keep It Clean (1956)
- The Ghost Goes Gear (1966)
- Lock Up Your Daughters (1969)
- Tiffany Jones (1973)
- The Pink Panther Strikes Again (1976)